# GMC Acadia
Der GMC Acadia ist ein Pkw-Modell der US-amerikanischen General-Motors-Division GMC. Dabei handelt es sich um ein seit 2006 im Delta Township (Eaton County) gebautes Crossover-SUV. Wie alle übrigen GMC-Modelle wird auch dieses nicht nach Europa exportiert.

## Erste Generation (2006–2016)
Die erste Generation basierte auf der GM-Lambda-Plattform, die auch der Chevrolet Traverse, der Buick Enclave und der Saturn Outlook nutzen. Der 5,18 Meter lange Sieben- oder Achtsitzer löste mit dem Produktionsbeginn im Dezember 2006 den SUV Envoy XL und den Van Safari ab.
Der Acadia war mit Front- oder Allradantrieb erhältlich und wird von einem Vortec 3,6-Liter-V6-Ottomotor mit 205 kW (279 PS) angetrieben. Es werden drei Ausstattungslinien angeboten: das Basismodell SLE, die höherwertige SLT1-Version und das Topmodell SLT2. Serienmäßig besitzen alle Varianten ein CD-Radio mit MP3-Funktion, elektrische Fensterheber, eine Reifendruckluftanzeige, das StabiliTrak mit Traktionskontrolle und Überschlagsprävention sowie Seiten- und Kopfairbags.
2012 wurde ein umfangreiches Facelift vorgestellt. Der Acadia bekam eine neue Frontmaske, während die Motorleistung geringfügig erhöht wurde.

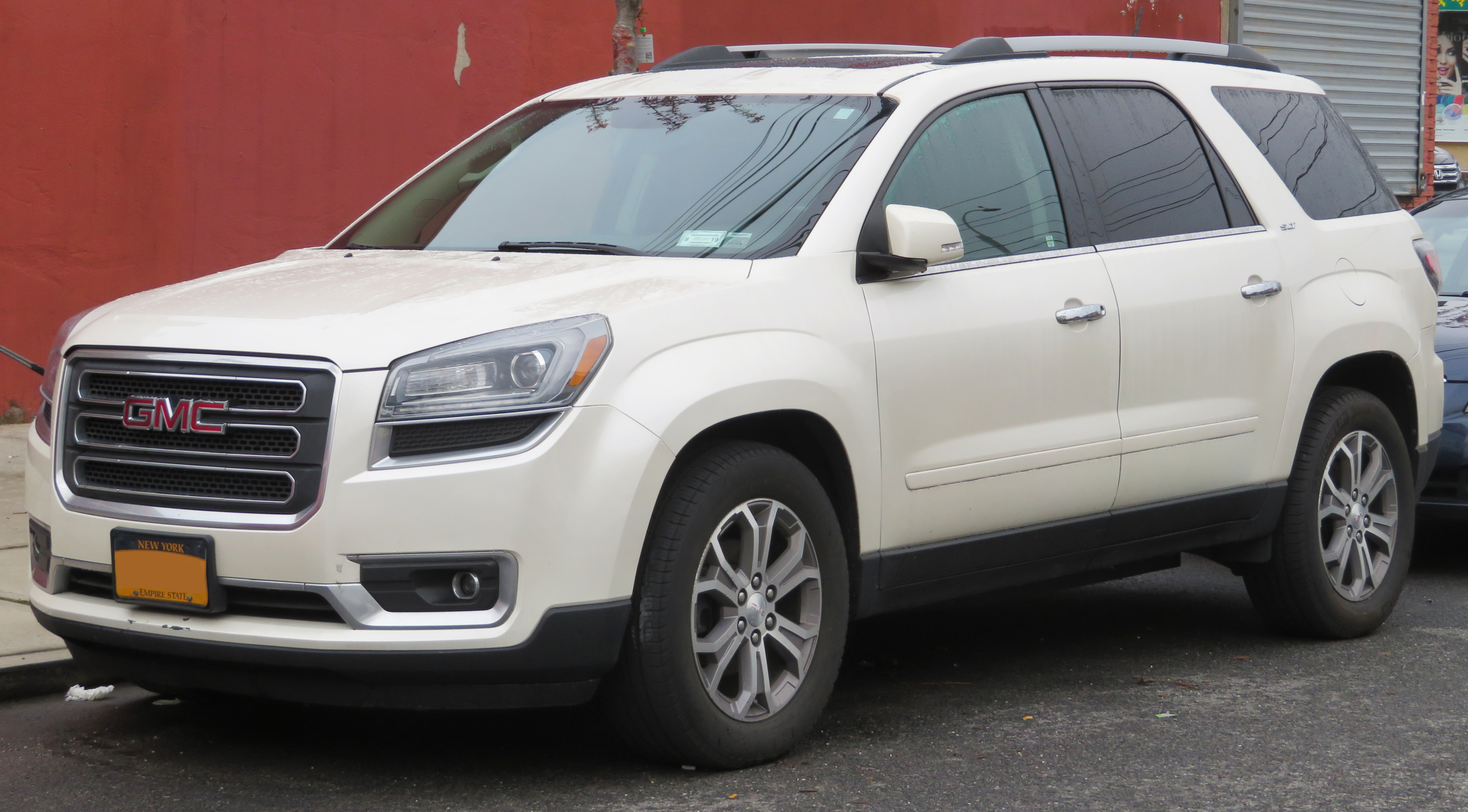
GMC Acadia (2012–2016)
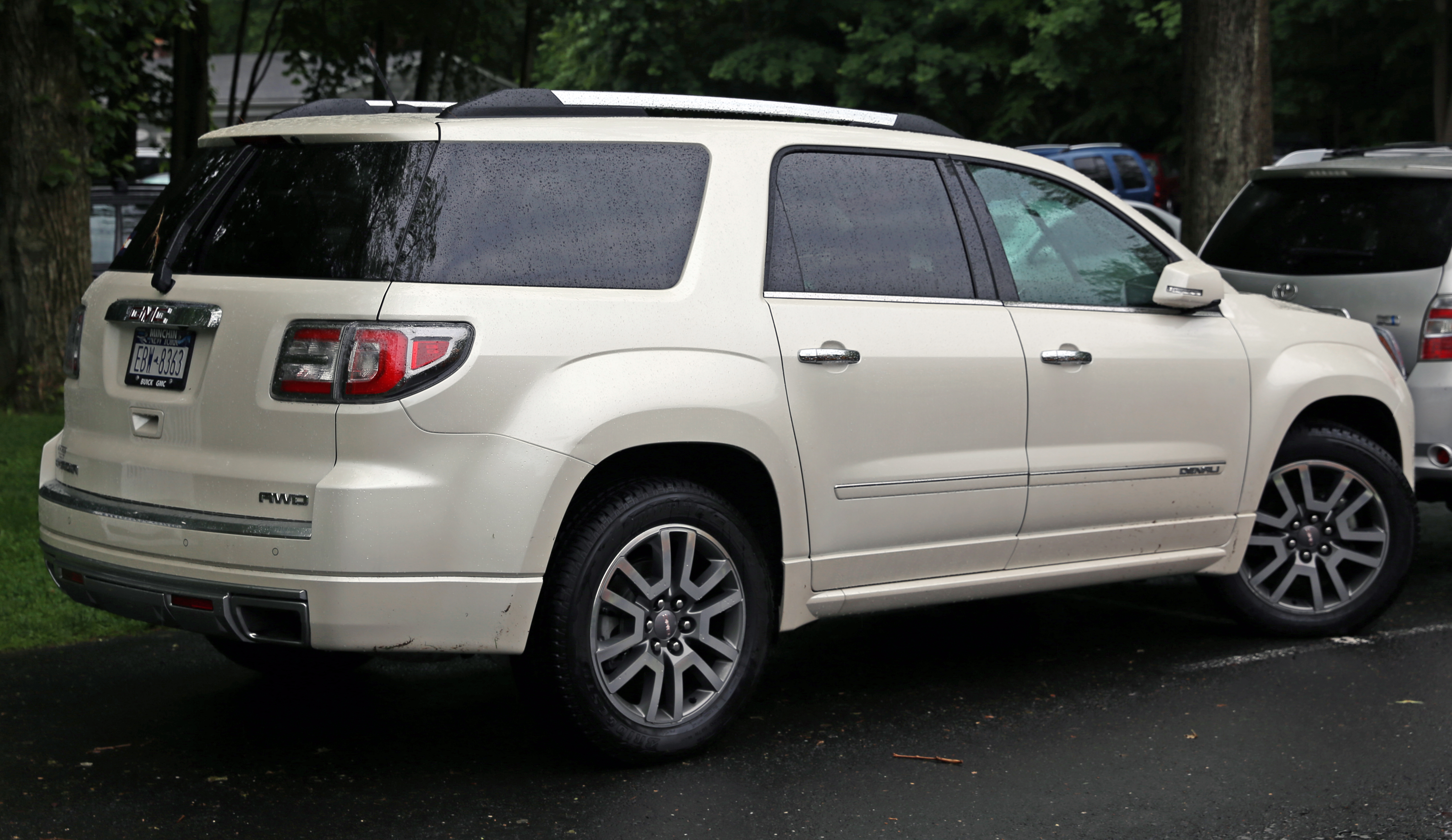
Heckansicht

## Zweite Generation (2016–2023)
Die zweite Generation des Acadia wurde im Januar 2016 auf der North American International Auto Show in Detroit präsentiert und wurde in Nordamerika ab Mai 2016 verkauft. Gegenüber dem Vorgängermodell fällt der neue Acadia kleiner aus. Neben dem bereits erhältlichen 3,6-Liter-Sechszylinder wurde auch eine Variante mit vier Zylindern angeboten. In Australien wurde das Fahrzeug von 2018 bis 2020 unter der Marke Holden verkauft. Im Februar 2019 wurde eine überarbeitete Version des Acadia vorgestellt.

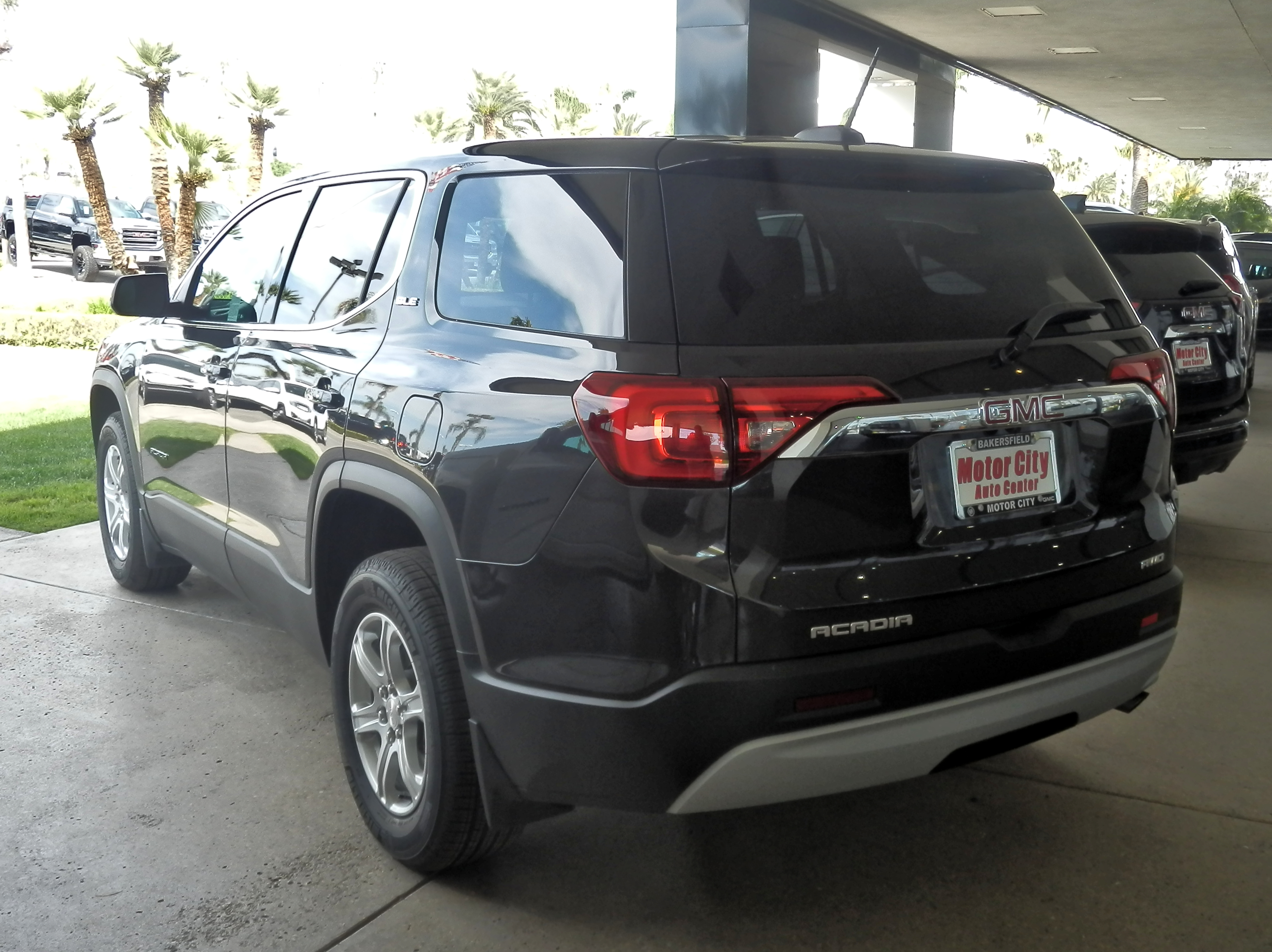
Heckansicht
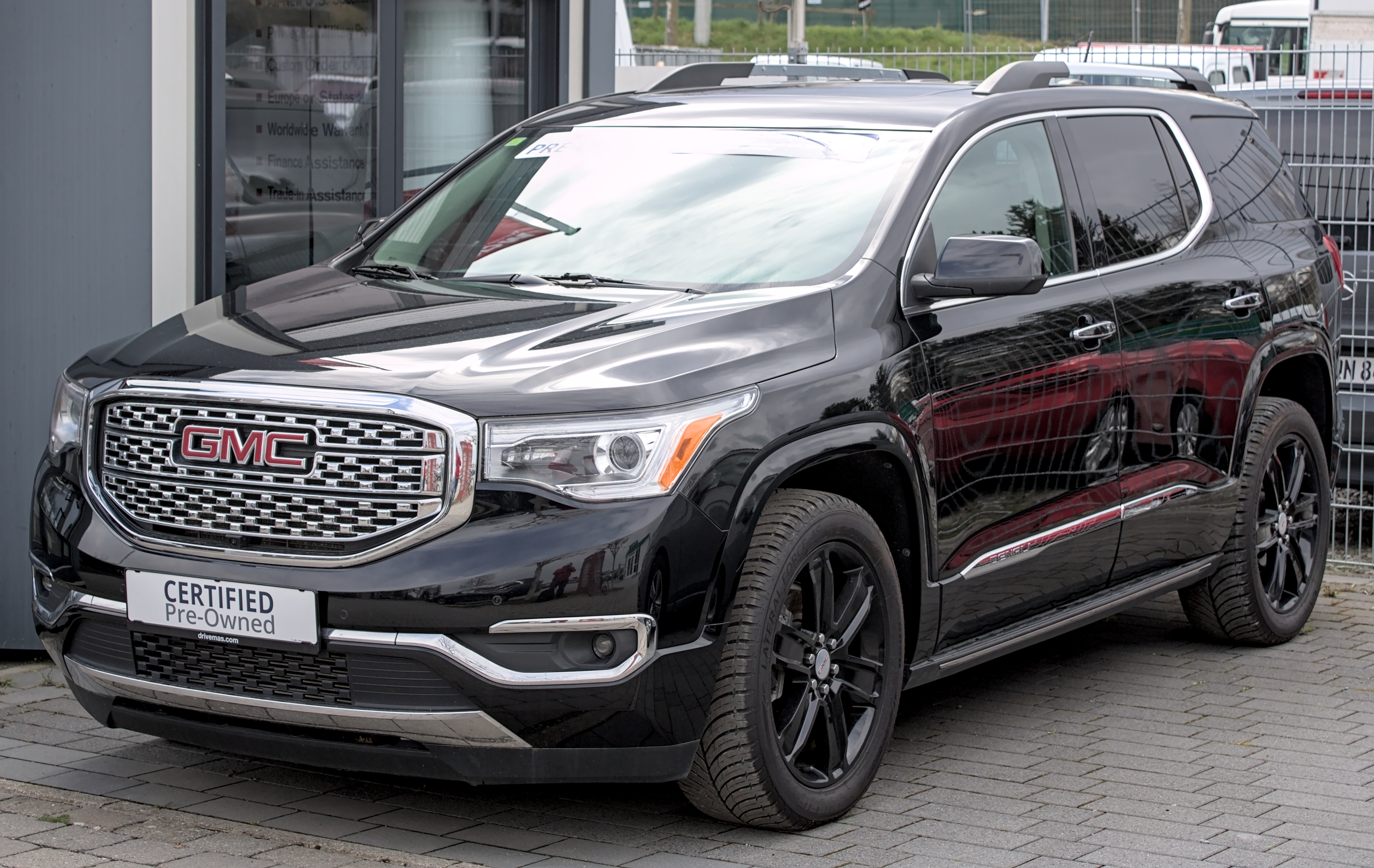
GMC Acadia Denali (2016–2019)
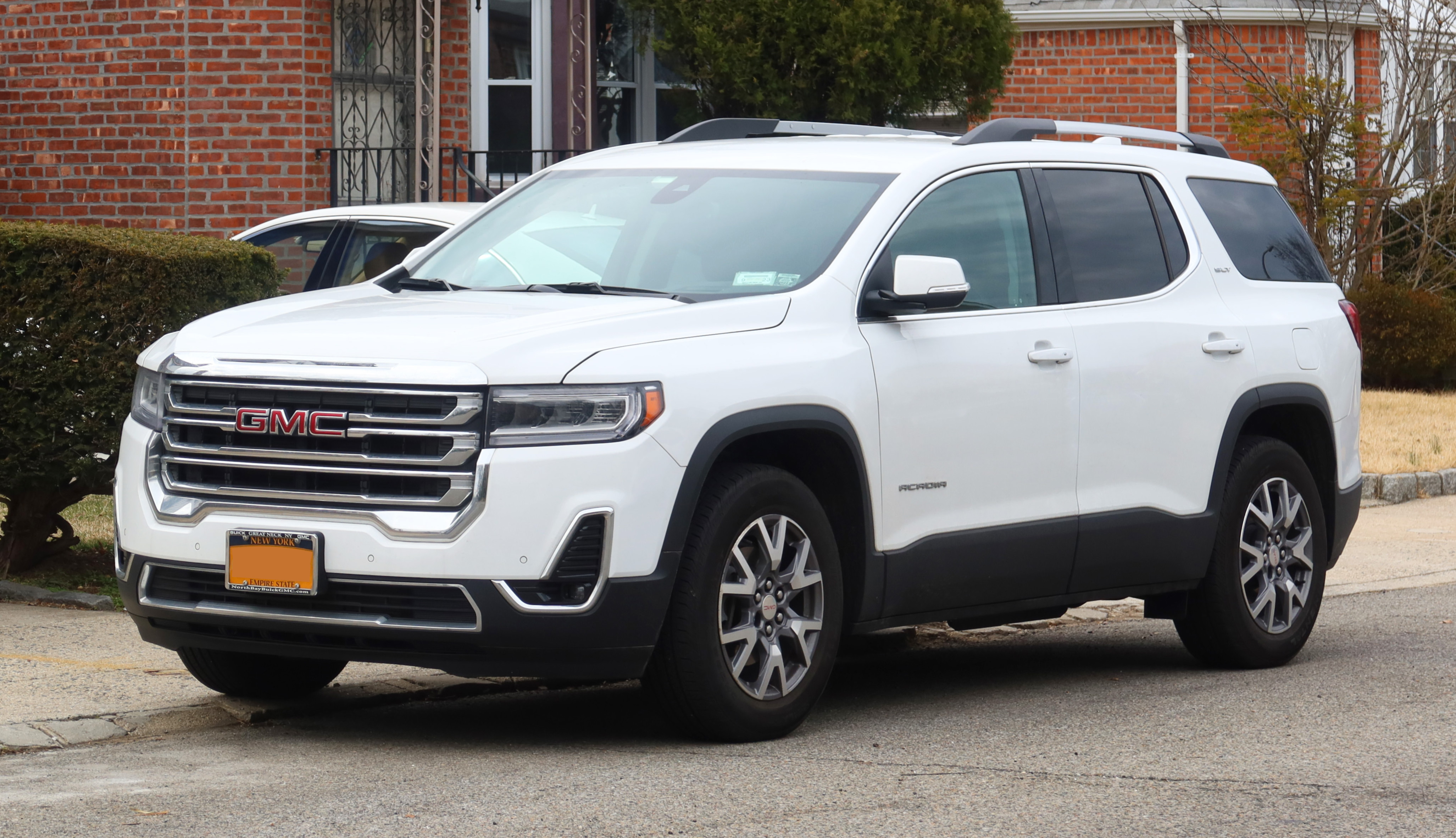
GMC Acadia (2019–2023)
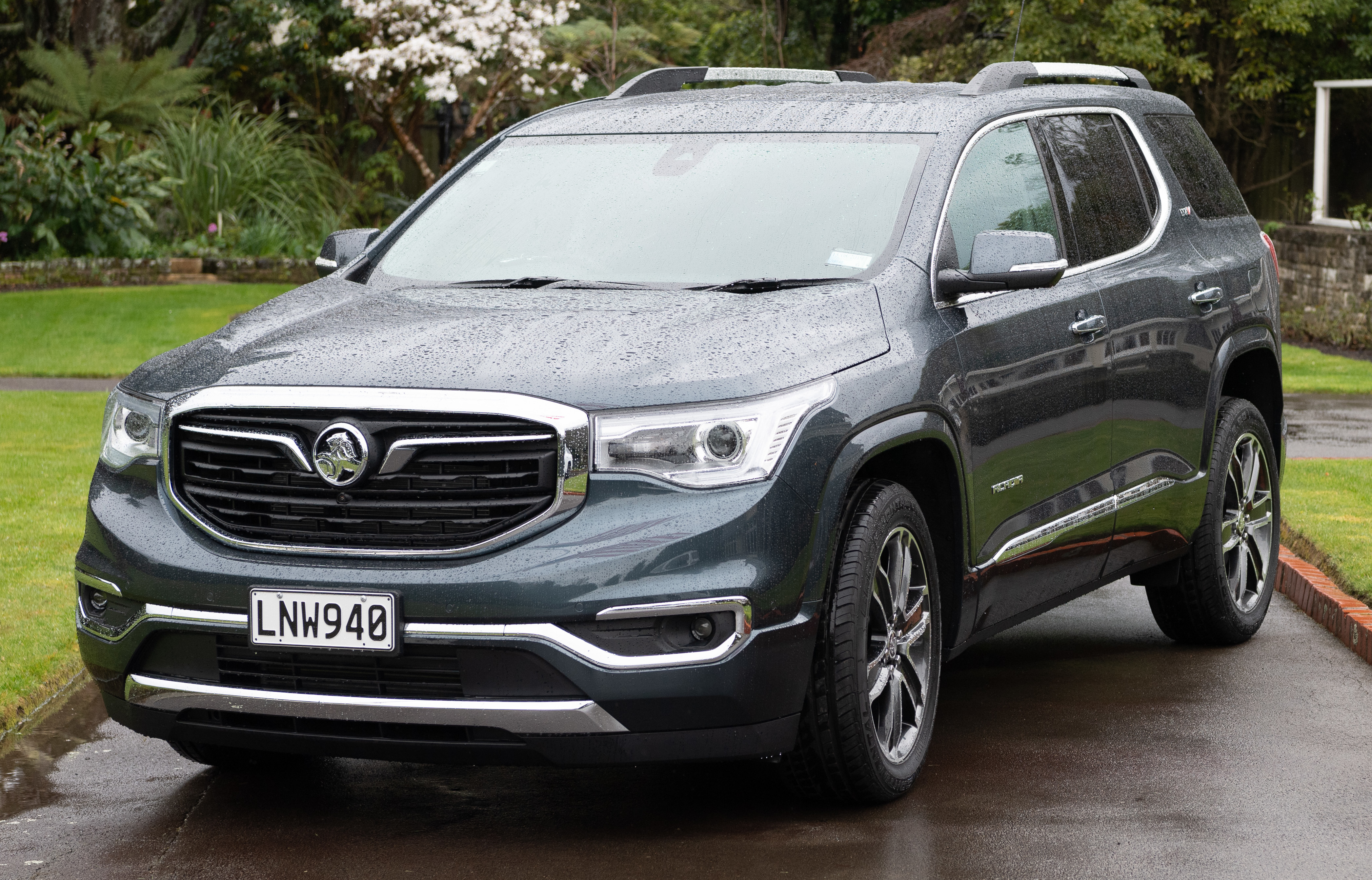
Holden Acadia (2018–2020)

## Dritte Generation (seit 2024)
Die dritte Generation der Baureihe wurde im September 2023 auf der North American International Auto Show in Detroit vorgestellt und kam Anfang 2024 in Nordamerika auf den Markt. Gegenüber dem Vorgängermodell ist sie deutlich größer. Angetrieben wird der Acadia der dritten Generation ausschließlich von einem aufgeladenen 2,5-Liter-Ottomotor mit vier Zylindern und maximal 245 kW (333 PS).

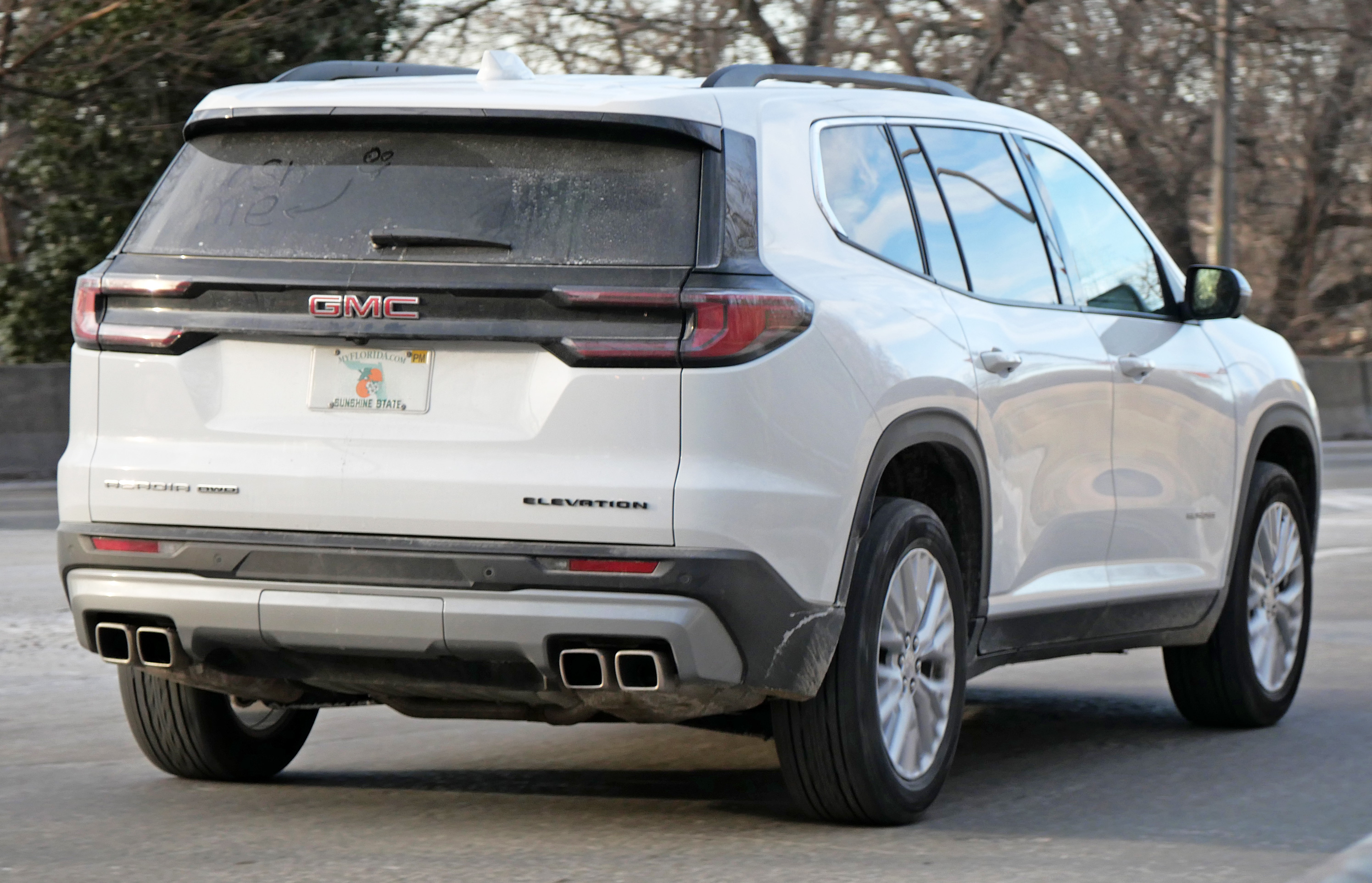
Heckansicht